# Pierre Drevet
Pierre Drevet (Loire-sur-Rhône, 20 luglio 1663 – Parigi, 9 agosto 1738) è stato un incisore francese.

## Biografia
Pierre Drevet è il capostipite di una famiglia francese di incisori attiva a Parigi nel XVIII secolo.
Dopo l'apprendistato come incisore sotto la guida di Germain Audran a Lione, Pierre Drevet si trasferì a Parigi per approfondire le sue conoscenze nello studio del fratello del suo primo maestro, Girard Audran. Lì fece amicizia con il pittore Hyacinthe Rigaud, che orientò la sua produzione verso la riproduzione di ritratti e gli insegnò a disegnare.
Pierre Drevet grazie ad una rara capacità e a un vivace talento conseguì una brillante carriera; nel 1696 divenne incisore ufficiale del re Luigi XIV di Francia, nel 1707 divenne accademico e dal 1726 alloggiò al Louvre.
Incise opere di Hyacinthe Rigaud, Del Troy, Antoine Watteau, Nicolas de Largillière.
Suo figlio Pierre-Imbert (Parigi 1697-1739) ne ereditò il talento e l'abilità e già all'età di tredici anni collaborava col padre; nel 1723 incise, da un dipinto di Rigaud, il ritratto di Bossuet, lastra considerata un capolavoro dell'incisione francese.

## Opere
- Louis XIV[3];
- Louis de France ou le grand dauphin (1661-1711)[4];
- Louis de France (1682-1712)[5];
- François-Louis de Bourbon-Conti (1664-1709)[6];
- Philippe V, re di Spagna, (1683-1746)[7];
- Nicolas Boileau;
- Jacques-Bénigne Bossuet;
- Balthazar-Henry de Fourcy[8];
- Martin van den Bogaert dit Desjardins[9];
- Marie Cadenne, moglie di Martin Desjardins[10];
- Marie de Nemours[11];
- Jean-Paul Bignon, abbé[12];
- René François de Beauvau du Rivau (1664-1739)[13];
- Louis-Antoine de Noailles, cardinale, (1651-1729)[14];
- Jacques Nicolas Colbert[15];
- Madame Keller[16];
- Léonard de Lamet, sacerdote di Saint-Eustache, (1620-1705)[17];
- Charles Gaspard Dodun[18];
- Robert de Cotte, architetto (1656-1735)[19];
- Philippe de Courcillon de Dangeau,  militare[20];
- Pierre Gillet[21];
- Maximilien Titon[22].

Incisioni di Drevet dai dipinti di Hyacinthe Rigaud
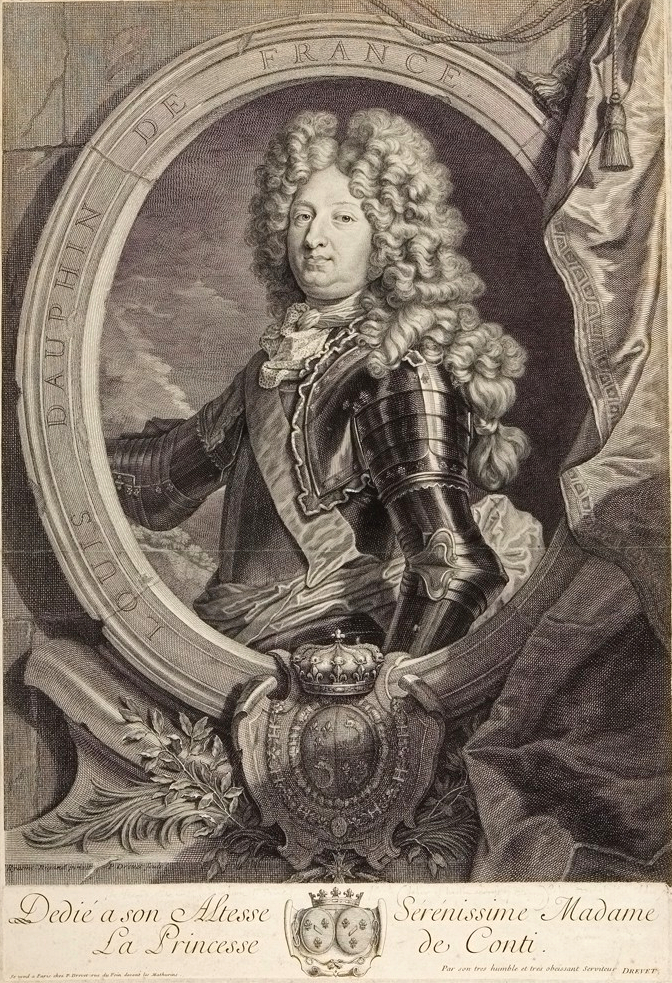
Luigi Delfino di Francia
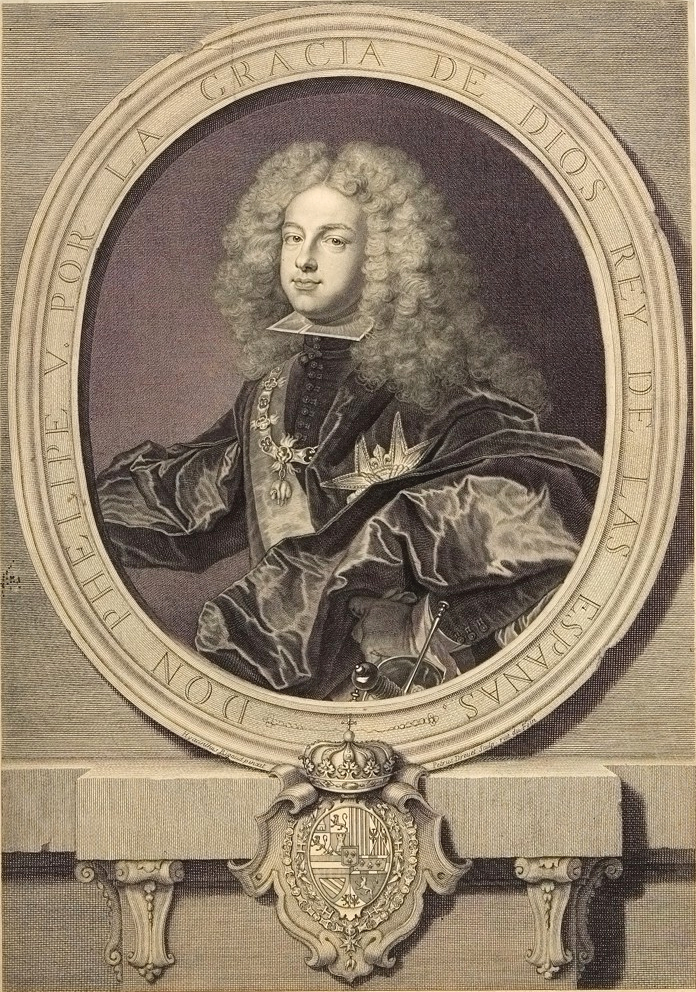
Philippe V, re di Spagna
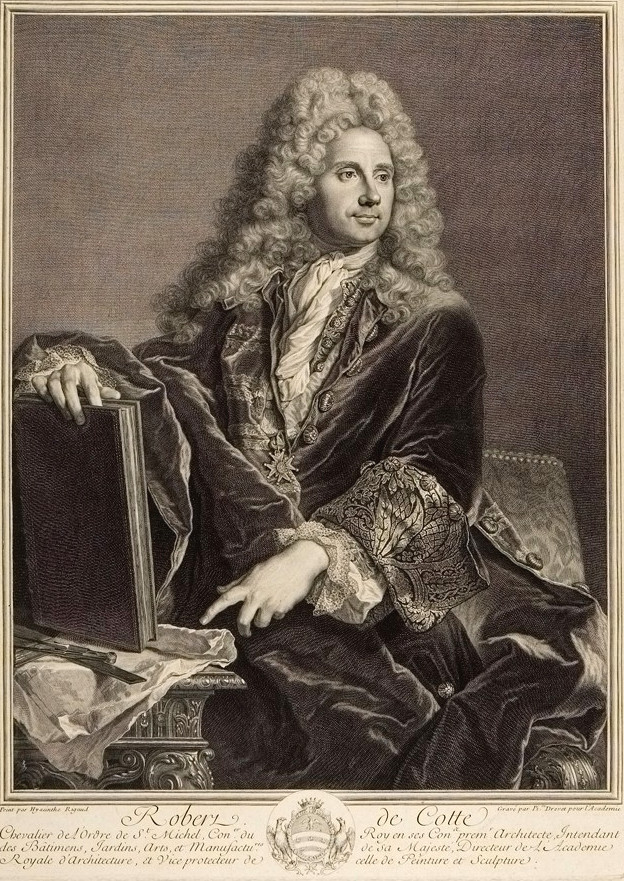
Robert de Cotte
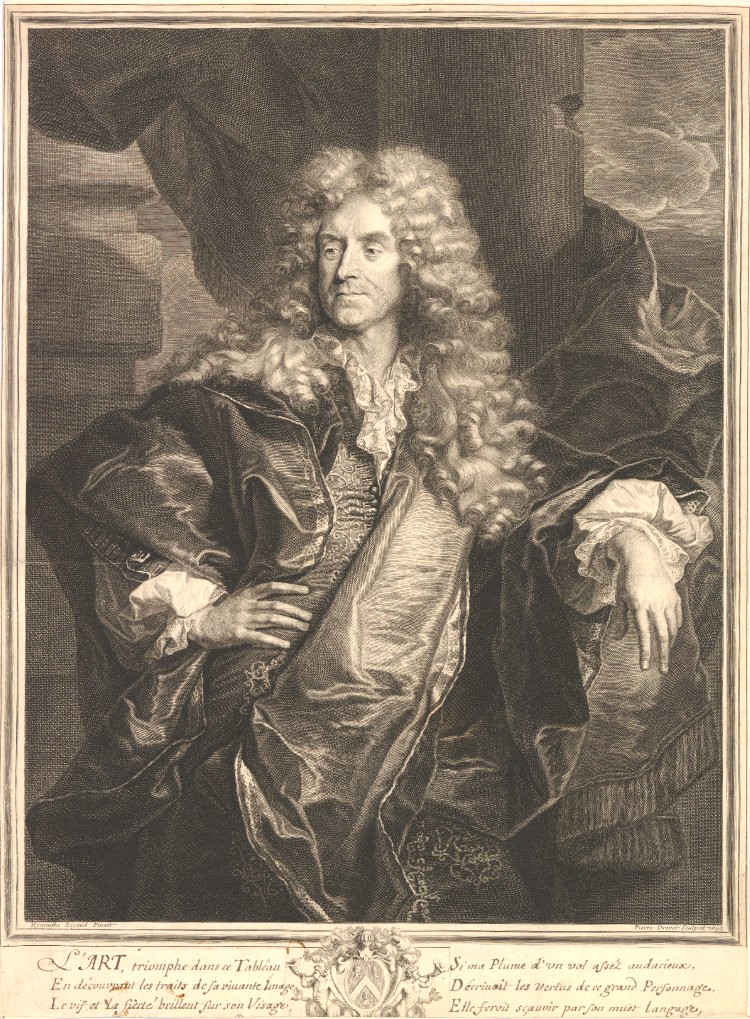
Maximilien Titon